# Liste der Kulturdenkmale in Haßleben
In der Liste der Kulturdenkmale in Haßleben sind alle Kulturdenkmale der thüringischen Gemeinde Haßleben (Landkreis Sömmerda) und ihrer Ortsteile aufgelistet (Stand: 2006).

## Haßleben
Denkmalensemble
| Bild | Bezeichnung                                                                                           | Lage    | Datierung | Beschreibung | ID |
| ---- | --- | ------- | --------- | ------------ | -- |
| BW   | nördliche Gehöftzeile der Backhausgasse (Nr. 153–161) und geschlossene Scheunenzeile zur Lindenstraße | (Karte) |           |              |    |

Einzeldenkmale
| Bild                                    | Bezeichnung                         | Lage                          | Datierung | Beschreibung | ID |
| --------------------------------------- | ----------------------------------- | ----------------------------- | --------- | --- | -- |
| Direkt Bild zu diesem Denkmal hochladen | Friedhofsmauer aus Kalksteinplatten | Koordinaten fehlen! Hilf mit. |           | |    |
| BW                                      | Hofanlage                           | Am Plänchen 235 (Karte)       |           | |    |
| BW                                      | Wohnhaus                            | Backhausgasse 88 (Karte)      |           | |    |
| weitere Bilder Fotos hochladen          | Kirche mit Ausstattung              | Kirchgasse 1 (Karte)          | 1593      | Die Kirche ist eine einschiffige, barocke Saalkirche mit einem eingezogenen Westturm. Erstmals erwähnt wurde die Sankt Michaelkirche im Jahr 1593. |    |
| BW                                      | Hofanlage                           | Kirchgasse 240 (Karte)        |           | |    |
| BW                                      | Portal                              | Kirchgasse 241 (Karte)        |           | |    |
| BW                                      | Wohnhaus                            | Lindenstraße 171 (Karte)      |           | Anm.: ist Neubau, wahrscheinlich überbaut |    |
| BW                                      | Hofanlage                           | Neue Anlage 118 (Karte)       |           | |    |
| BW                                      | Hofanlage                           | Neue Anlage 127 (Karte)       |           | |    |
| Direkt Bild zu diesem Denkmal hochladen | ehem. Wasserburg                    | Riethnordhäuser Str. 44       |           | |    |
| Direkt Bild zu diesem Denkmal hochladen | Hofanlage                           | Riethnordhäuser Str. 49a      |           | |    |

## Quelle
- Landkreis Sömmerda. (Memento vom 1. Februar 2017 im Internet Archive; PDF; 160 kB) landkreis-soemmerda.de, Auszug aus dem Denkmalbuch des Landes Thüringen